# Шеаде, Жорж
Жорж Шеаде (фр. Georges Schehadé; 2 ноября 1905, Александрия — 17 января 1989, Париж) — французский поэт и драматург ливанского происхождения, близкий к сюрреализму.

## Биография
Родился в Александрии; большую часть жизни жил в Бейруте. Окончил юридический факультет, работал в Министерстве юстиции. Его открыл писатель Габриэль Бунур, бывший в это время инспектором французского правительства по проблемам высшего образования в Сирии и Ливане.
Похоронен на кладбище Монпарнас.

## Творчество
В театре (пьеса «История Васко», 1956, переведена на 25 языков) был близок к Адамову, Ионеско, Беккету. Его поэзию и абсурдистскую драматургию высоко ценили Андре Бретон, Поль Элюар, Рене Шар, Сен-Жон Перс, Жан-Луи Барро, Филипп Жакоте и др., его пьесы ставил Жан-Луи Барро.

## Признание
Большая премия Французской академии за франкофонию (1986).

## Произведения

### Поэзия
- Poésies (1938)
- Rodogune Sinne (1947)
- Poésies II (1948)
- Poésies III (1949)
- L’Écolier Sultan (1950)
- Si tu rencontres un ramier (1951)
- Les Poésies (1952, 1969, 2001)
- Le Nageur d’un seul amour (1985)
- Poésies VII (1998)

### Драматургия
- Monsieur Bob’le (1951)
- La Soirée des proverbes (1954)
- Histoire de Vasco (1956, опера английского композитора Гордона Кросса, перевод и либретто Теда Хьюза, 1974)
- Les Violettes (1960)
- Le Voyage (1961)
- L’Émigré de Brisbane (1965)
- L’Habit fait le prince (1973)
- Anthologie du vers unique (1977)
- Œuvres complètes (1998)
- Chagrin d’amour (1999)